# Чжан Цзэдуань
Чжан Цзэдуа́нь (кит. трад. 張擇端, упр. 张择端, пиньинь Zhāng Zéduān; XI в.) — китайский придворный художник империи Сун.

## Биография и творчество.

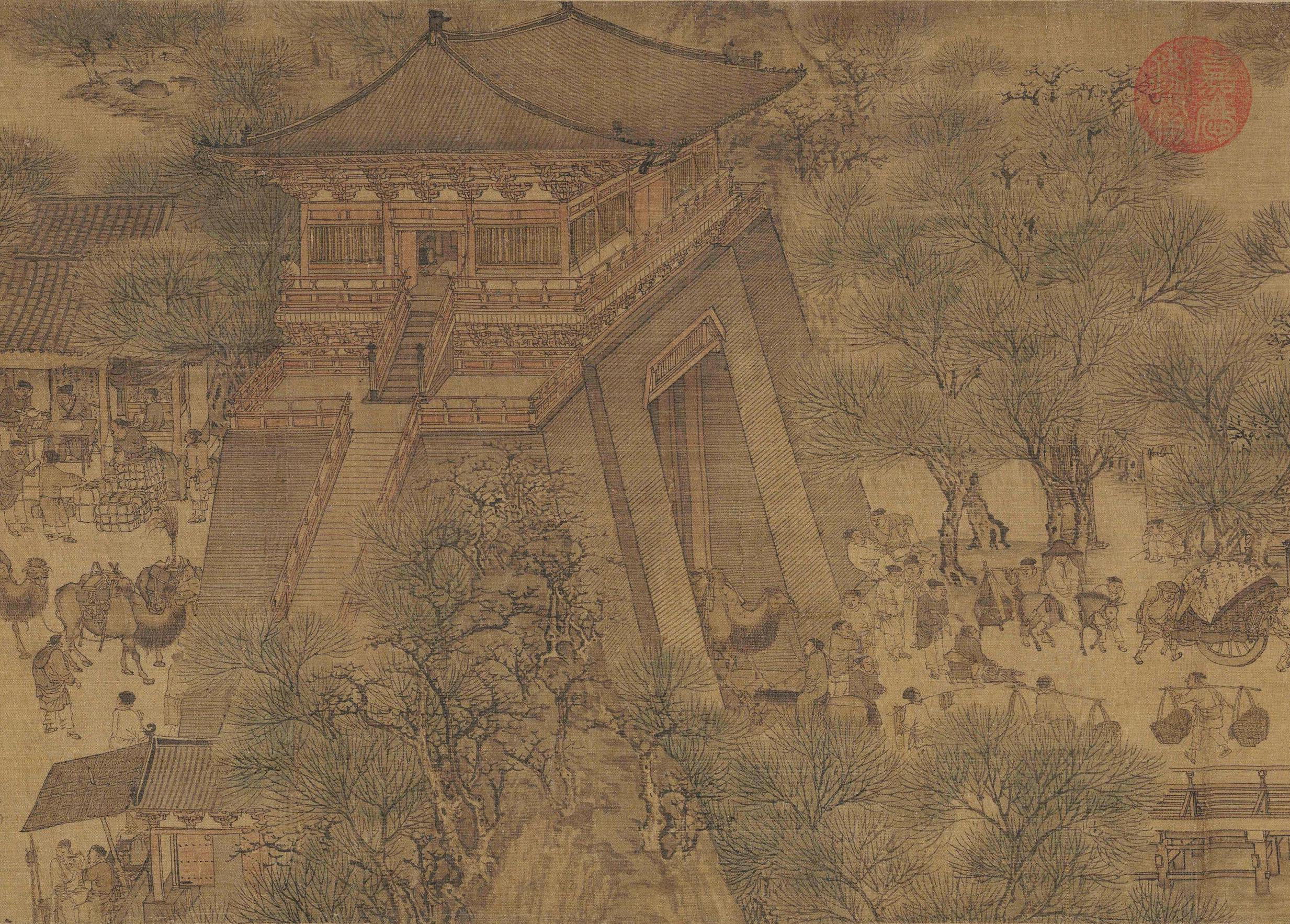
Фрагмент оригинального свитка Чжана Цзэдуаня, начало XII века

Даты рождения и смерти художника не известны. Его имя не встречается в современных ему документах. Единственным источником сведений о художнике является надпись на свитке «Праздник Цинмин на реке» (Цинмин шан хэ ту). На нём сохранился колофон, написанный в 1186 году неким Чжан Чжу, который жил в Пекине во время правления чжурчжэньской династии Цзинь (т.е. через 60 лет после разгрома Бяньляна, предположительно так подробно изображённого на свитке). В колофоне Чжан Чжу сообщает всё, что ему известно об авторе: «Ханьлиньский учёный Чжан Цзэдуань, титульное имя Чжэндао, был уроженцем Дунъу (Шаньдун). В молодости он приехал в столицу для продолжения учёбы. Позже он занялся живописью. Он был особенно талантлив в жанре цзехуа (изображение архитектуры), лодок, повозок, рынков и мостов, рвов и дорог. Он был столь же искусен и в иных живописных жанрах». Это всё, что известно о художнике.
Более поздним учёным принадлежит мнение,  что художник работал в начале XII века во время правления императора Хуэй-цзуна (1100-1125), однако достоверных свидетельств, доказывающих это, не существует. Ещё более поздние авторы стали писать, что Чжан Цзэдуань благополучно пережил падение династии Северная Сун, перебрался на юг и став в южносунской (1127-1279) столице Линьане художником-академистом дослужился до чина дайчжао. В каталогах дворцовых собраний династий Мин (1368-1644) и Цин (1644-1911) упоминаются некоторые утраченные к тому времени произведения Цзэдуаня: «Весна в горах», «Гора Уи», «Тайчжэн в весеннем купании».
Крупный американский исследователь Р. Барнхарт полагает, что поскольку Чжан Цзэдуань назван «ханьлиньским учёным», т.е. членом Академии Ханьлинь, то он должен ассоциироваться не с членами Академии Живописи императора Хуэй-цзуна, а с началом XI века – временем долгого правления императора Жэнь-цзуна (1023-1063), когда придворные живописцы Гао Кэмин и Янь Вэньгуй формировали Академию Ханьлинь. Ландшафтные элементы в единственном свитке художника также тяготеют к живописи этого периода более, чем к живописи XII века, когда при дворе создавалось очень мало работ в этом жанре, с которыми бы можно было произвести сравнение. Кроме того, техническое исполнение этого свитка гораздо скромнее тех достижений живописи, которыми прославилась эпоха Хуэй-цзуна. Скорее всего, свиток следует увязать с той разновидность реализма, который существовал в ранний период династии Северная Сун и связан с именами таких мастеров, как Фань Куань, Ци Сюй, Янь Вэньгуй, Хуан Цюань, Го Чжуншу и Чжао Чан.
В пользу более раннего времени творчества художника свидетельствует и тематика свитка. На нём изображена бурная экономическая жизнь сунской столицы, которая существовала на ранних этапах правления сунской династии, и вряд ли имела место в таком виде в период её упадка. По всей вероятности, свиток отображает интенсивное экономическое развитие раннесунской эпохи, когда новые города, включая столицу, строились и ширились, в каждом городе работал мощный экономический механизм, а коммерческие предприятия процветали. Тем не менее, время жизни художника и время создания свитка остаются предметом полемики.

Чжан Цзэдуань. Праздник Цинмин на реке. (24,8 х 528 см, шелк, тушь) Музей Гугун, Пекин. Самая ранняя версия свитка. Существуют и более поздние копии-вариации.

## Список произведений.
(по кн. James Cahill «An index of early Chinese painters and paintings: Tang, Sung, and Yüan» University of California Press. 1980, pp. 57–58)
- 1.Праздник Цинмин на реке» (Цинмин шан хэ ту). Пекин, Дворцовый музей Гугун. Свиток, шёлк, тушь, подкраска. Атрибуция в колофоне от 1186г. Существуют несколько версий-вариаций этого свитка:
- I. версия Чжао Чжэ, династия Мин, датирована 1577г
- II. версия из Дворцового музея Тайбэя (SH 11); имеет колофоны, написанные в период династии Сун
- III. версия из Дворцового Музея Тайбэя (SH 75), создана в период династии Мин; имеет некоторые изменения в композиции
- IV. две поздние версии из Музея Метрополитен, Нью Йорк
- V. две поздние версии из галереи Фрир, Вашингтон.
- 2.Фестиваль Лодок-драконов. Тяньцзинь, Музей искусства. Изображены лодки на озере Цзиньмин. Большой альбомный лист. Имеет подпись. Возможно, южно-сунский рисунок.
- 3.Горы весной. Дворцовый музей, Тайбэй. Приписывается. Стоят печати Лян Цинбяо. Возможно, раннеминская работа, или ещё более ранняя. Качественно выполненное произведение.
- 4.Торговец птицами. Коллекция Ацуси Митаки, Токио. Имеет подпись. Юаньская или минская работа.